# 阮弼
阮弼（?—?），字良臣，号长公，安徽歙县岩寺镇人。
明代嘉靖年间在安徽芜湖从事浆染业，店号“芜湖巨店”，以碾石為染料，颜色鲜明，事业蓬勃发展，“五方争购者益集其所，转毂遍于吴、越、荆、梁、燕、豫、齐、鲁之间，则又分局而贾要津。”生平乐善好义，“倡贾少年强有力者，合土著壮丁数千人”，力抗倭寇。